# Ömer Erzeren
Ömer Erzeren (* 1958 in Ankara, Türkei) ist ein deutsch-türkischer Buchautor und freier Journalist.

## Leben
Nach dem Schulbesuch in der Türkei und Deutschland (Paderborn) studierte der Sohn eines Arztes vor seiner Rückkehr 1985 in die Türkei in Göttingen Sozialwissenschaften. Über ein Jahrzehnt arbeitete er dann u. a. als Istanbulkorrespondent für die taz und die Zürcher Wochenzeitung.
In seiner letzten Buchveröffentlichung Eisbein in Alanya (2004) porträtiert er Angehörige von Randgruppen in Deutschland wie in der Türkei. Der „an der Vielfalt innerhalb einer Gesellschaft“ (Greenpeace Magazin) interessierte Autor hat mit einem anderen Buch (Septemberspuren, 1990) auch Opfern von Folter eine Stimme gegeben.
Als freier Journalist arbeitet Erzeren für eine Reihe deutsch-, türkisch- und englischsprachiger Printmedien. Der heute sowohl in Berlin als auch in Istanbul Lebende besitzt die deutsche und die türkische Staatsbürgerschaft.
Erzeren war erster Redakteur von Persembe, der türkischen Beilage der taz.

## Werke
- Rolle der Medien (in der Türkei). In: Udo Steinbach, Hrsg.: Länderbericht Türkei. Schriftenreihe, 1282. Bundeszentrale für politische Bildung BpB, Bonn 2012, ISBN 978-3-8389-0282-1, S. 169–183.
  - Essay: Alltagsleben (in der Türkei), ebd. S. 202–206